# Pluvet
Pluvet település Franciaországban, Côte-d’Or megyében. Lakosainak száma 431 fő (2022. január 1.). Pluvet Soirans, Tart-le-Bas, Tréclun, Tart, Longeault-Pluvault és Collonges-et-Premières községekkel határos.

## Népesség
A település népességének változása:
| Lakosok száma | 201  | 250  | 267  | 397  | 438  | 423  | 412  | 411  | 418  | 431  |
|               | 1968 | 1982 | 1990 | 2006 | 2013 | 2015 | 2017 | 2019 | 2020 | 2022 |